# El Cobarde
Miguel Angel Delgado (Ciudad Juárez, 28 de agosto de 1947-Ciudad Juárez, 7 de febrero de 1983) fue un luchador profesional mexicano, conocido por su nombre en el ring El Cobarde.

## Carrera deportiva
Comienza su carrera en 1965 como El Cobarde, teniendo como compañeros a los que a través de los años se les conocería como El Marqués y Fishman, quien sería su mejor amigo y alumno. 
Al principio, la Comisión de Box y Lucha no aceptaba su nombre de batalla por considerarlo antideportivo, Pensó cambiarlo por Blanco y negro, los colores predominantes en su uniforme y su máscara. 
Rápidamente El Cobarde se convierte en una gran estrella en Ciudad Juárez y decide marchar a México para enfrentarse a lo mejor del Pancracio Nacional. 
En esa época en México había nacido una nueva modalidad muy criticada en la Lucha Libre: Los Torneos de la Muerte. 
El Cobarde participa en el Primer Torneo de la muerte celebrado el 5 de mayo de 1975 en la plaza de toros México, además de arriesgar su Propia Tapa, otros más lo harían como el Santo, Huracán Ramírez, Halcón, Dr Wagner, Blue demon, Cien caras, los Gemelos diablo, Septiembre negro, El Solitario y el Rostro. 
El Cobarde fue uno de los primeros luchadores mexicanos en viajar a Japón (mucho antes de que El Hijo Del Santo, Negro Casas, Los Misioneros De La Muerte, Kung Fu, Kato Kung Lee, Blue Panther, y otros más lo hicieran) donde su estilo y su técnica lo convirtieron en una gran figura, enfrentándose a luchadores como Isamu Teranishi, Higo Hamaguchi y Mach Hayato, grandes estrellas de la tierra del sol naciente que se convirtieron en adversarios del Cobarde. 
En 1975 participa en una eliminatoria para ser campeón mundial medio de la NWA, pero pierde contra la Saeta Azul: Aníbal en una lucha que fue considerada por la Revista Box y Lucha como...El Combate del Año 
En 1977, el cobarde participa en un Triangular de máscaras donde Fishman destapa a Sangre Chicana. 
Sus triunfos no fueron pocos, en luchas de Apuestas logra conquistar las cabelleras de TNT, Cesar Sandro Jr, El Luchador español Carlos Plata, El Espectro II, Tug Wilson, Herodes, El Nazi, y además gana la máscara de Oro Negro), pero no pudo evitar varias derrotas (frente a Sangre Chicana y Rubí Rubalcaba, en combate donde estaba en prenda la máscara de Dragón Rojo). 
Pero El Cobarde pierde su máscara en una lucha de apuesta contra su mejor amigo de toda la vida; Fishman, cayendo así una de las Máscaras más hermosas y más originales de la Lucha Libre Mexicana, Aquí El alumno había superado al maestro.
Ya sin la máscara Bicolor Miguel permaneció fiel a las ideas de la EMLL; se volvió técnico y cosechó ovaciones del público, teniendo en la "cerrajera" su castigo favorito, también continuo luchando en Juárez, consagrándose como un gran ídolo del pancracio nacional.

## Muerte y legado
Después de que perdió la máscara siguió luchando manteniéndose en un lugar destacado, sin embargo de repente desapareció del ambiente de la lucha y más tarde se supo que estaba gravemente enfermo, parece ser que tenía leucemia. Muere el 7 de febrero de 1983 , con 36 años de edad. 
Después de su muerte, su hermano Francisco (el Impostor) se convirtió en El Cobarde II y en el iniciador de una dinastía que continuó con hijos y sobrinos y hasta la fecha el legado del Cobarde todavía existe.
Miguel Ángel Delgado dejó marcada su historia en la lucha libre mexicana con el nombre de batalla de El Cobarde de lo cual no tenía nada ya que demostró ser un hombre valiente y entregado a la profesión luchística en la que destacó con y sin máscara, esta última considerada como una de las más bellas de todos los tiempos.

## En lucha
- Movimientos finales
  - La Cerrajera

## Campeonatos y logros
Campeonatos ganados:
- Campeonato Medio Fronterizo
- Campeonato Fronterizo de Parejas (c/Golden Boy - Alfonso Morales)

## Luchas de apuestas
| Apuesta                      | Ganador        | Perdedor        | Localización | Fecha                    | Notas                                          |
| ---------------------------- | -------------- | --------------- | ------------ | ------------------------ | ---------------------------------------------- |
| Cabellera                    | El Cobarde     | TNT             | N/A          | N/A                      |                                                |
| Cabellera                    | El Cobarde     | César Sando Jr. | N/A          | N/A                      |                                                |
| Cabellera                    | El Cobarde     | Carlos Plata    | N/A          | N/A                      |                                                |
| Cabellera                    | El Cobarde     | Espectro II     | N/A          | N/A                      |                                                |
| Cabellera                    | El Cobarde     | Tug Wilson      | N/A          | N/A                      |                                                |
| Cabellera                    | El Cobarde     | Herodes         | N/A          | N/A                      |                                                |
| Cabellera                    | El Cobarde     | El Nazi         | N/A          | N/A                      |                                                |
| Cabellera                    | El Cobarde     | Oro Negro       | N/A          | N/A                      |                                                |
| Campeonato Mundial Medio NWA | Aníbal         | El Cobarde      | N/A          | 1975                     | Disputado en una Eliminatoria final            |
| Máscara                      | Fishman        | El Cobarde      | México, D.F. | 30 de septiembre de 1977 | Aniversario del Consejo Mundial de Lucha Libre |
| Cabellera                    | Sangre Chicana | El Cobarde      | México, D.F. | 23 de septiembre de 1977 | Triangular que también participó Fishman       |